# Ogcocephalidae

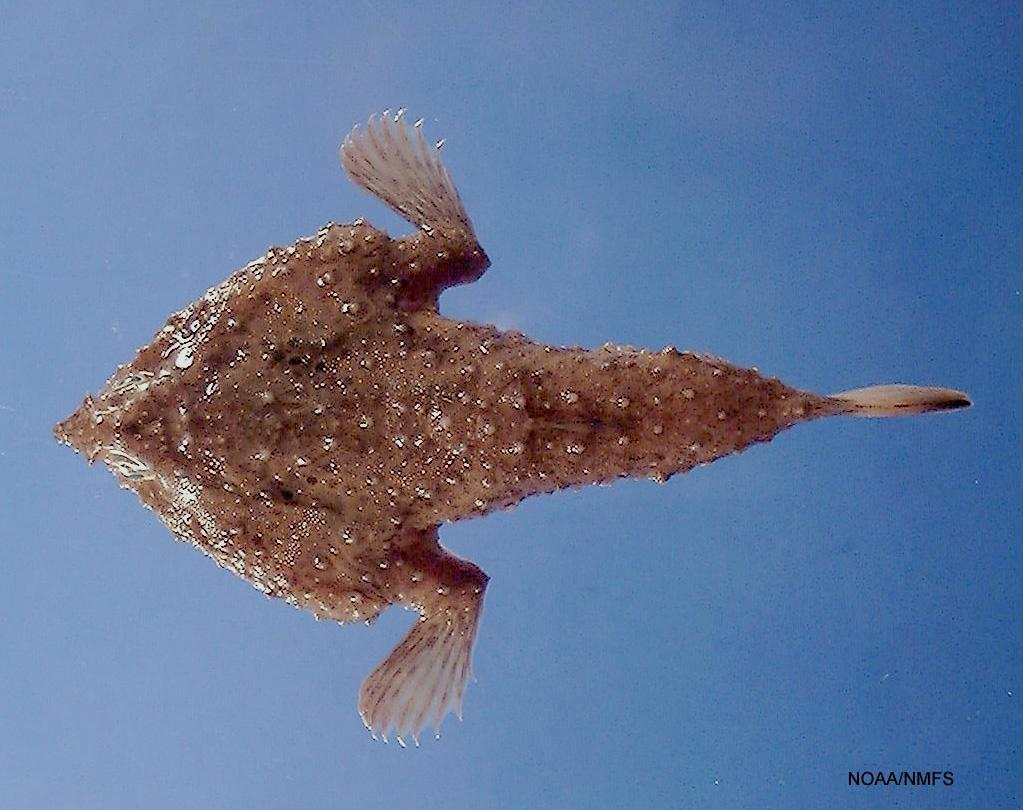
Murciélago inclinado (Ogcocephalus declivirostris).

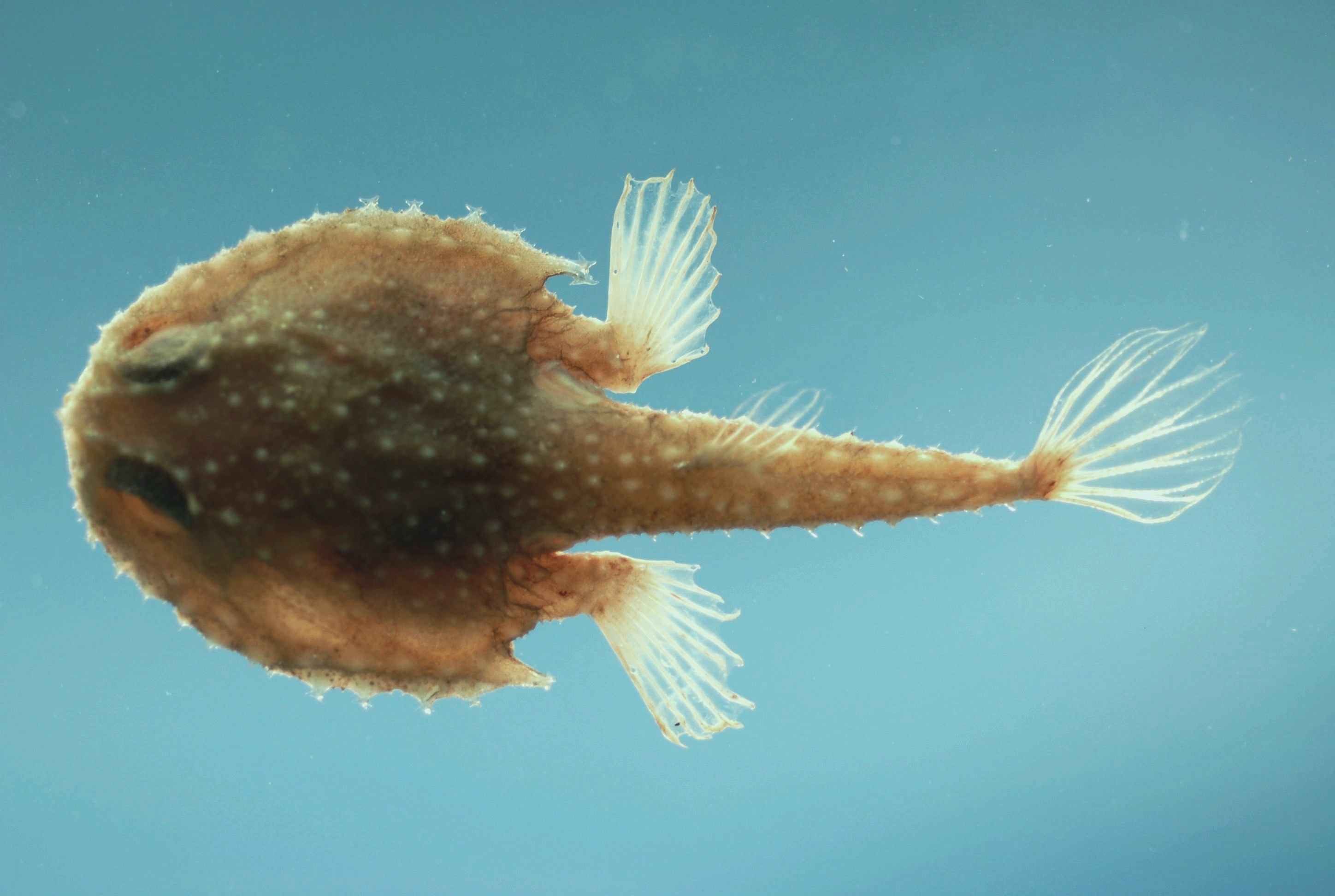
Murciélago del Atlántico (Dibranchus atlanticus).

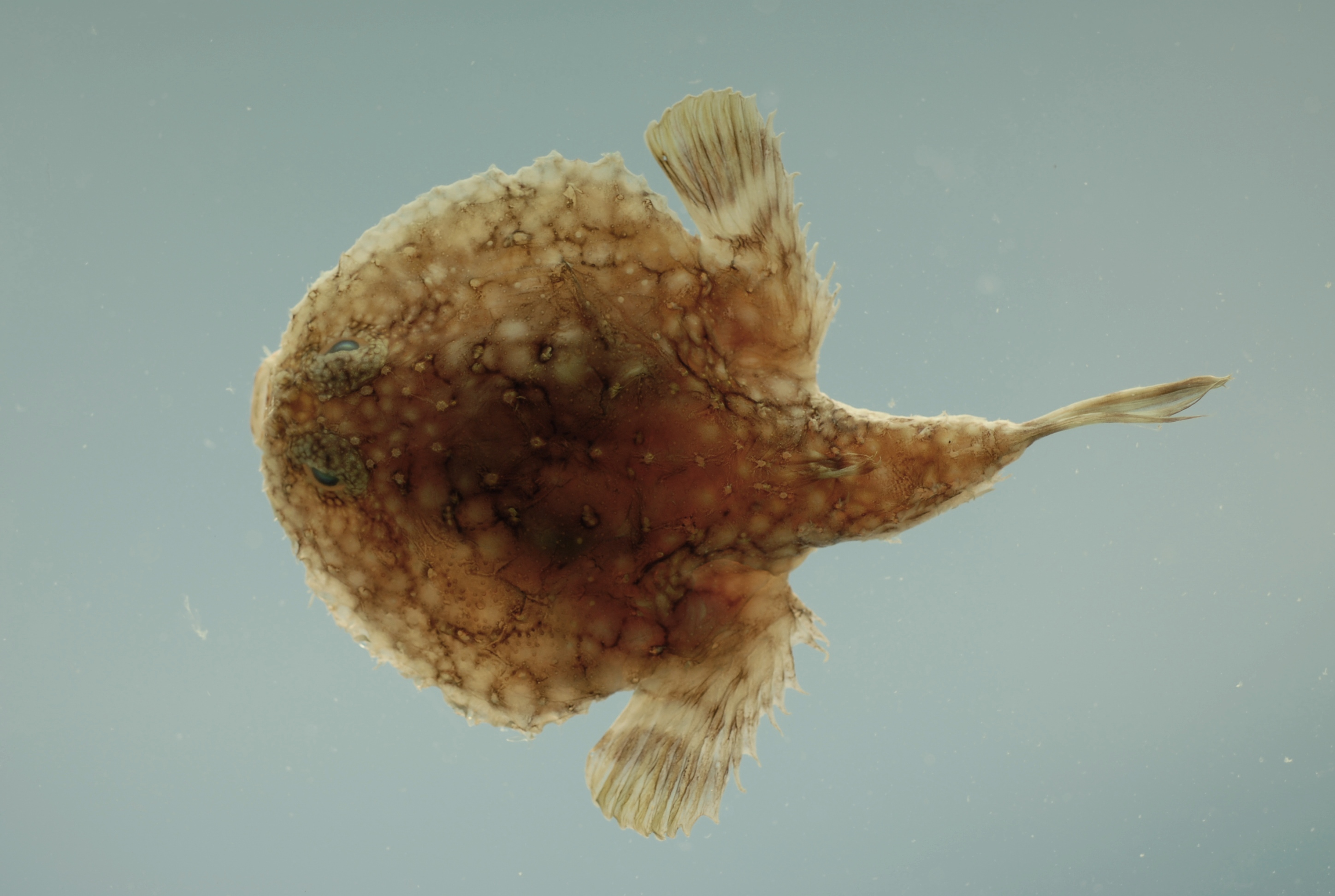
Diablito espinoso (Halieutichthys aculeatus).

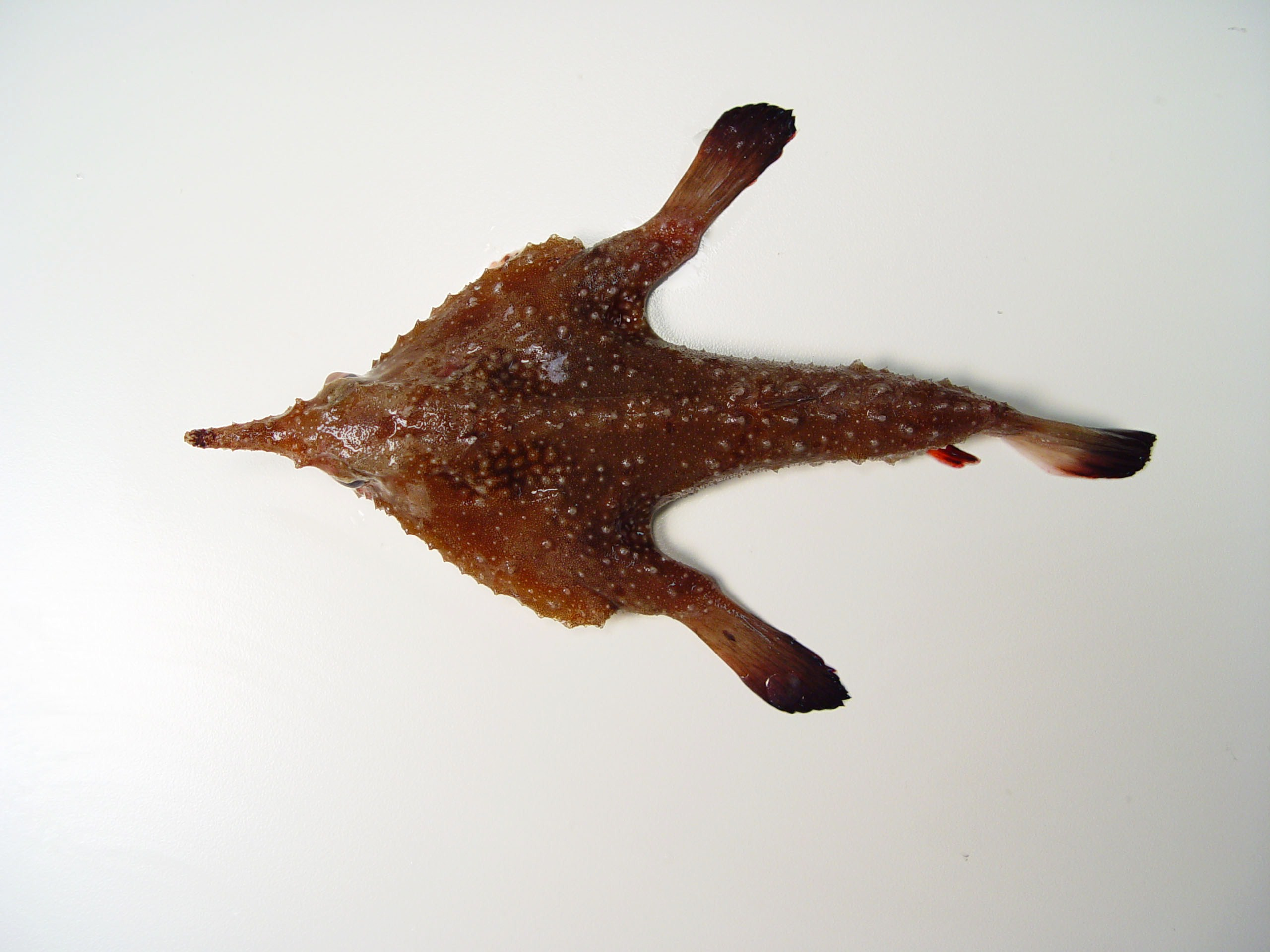
Ogcocephalus pumilus

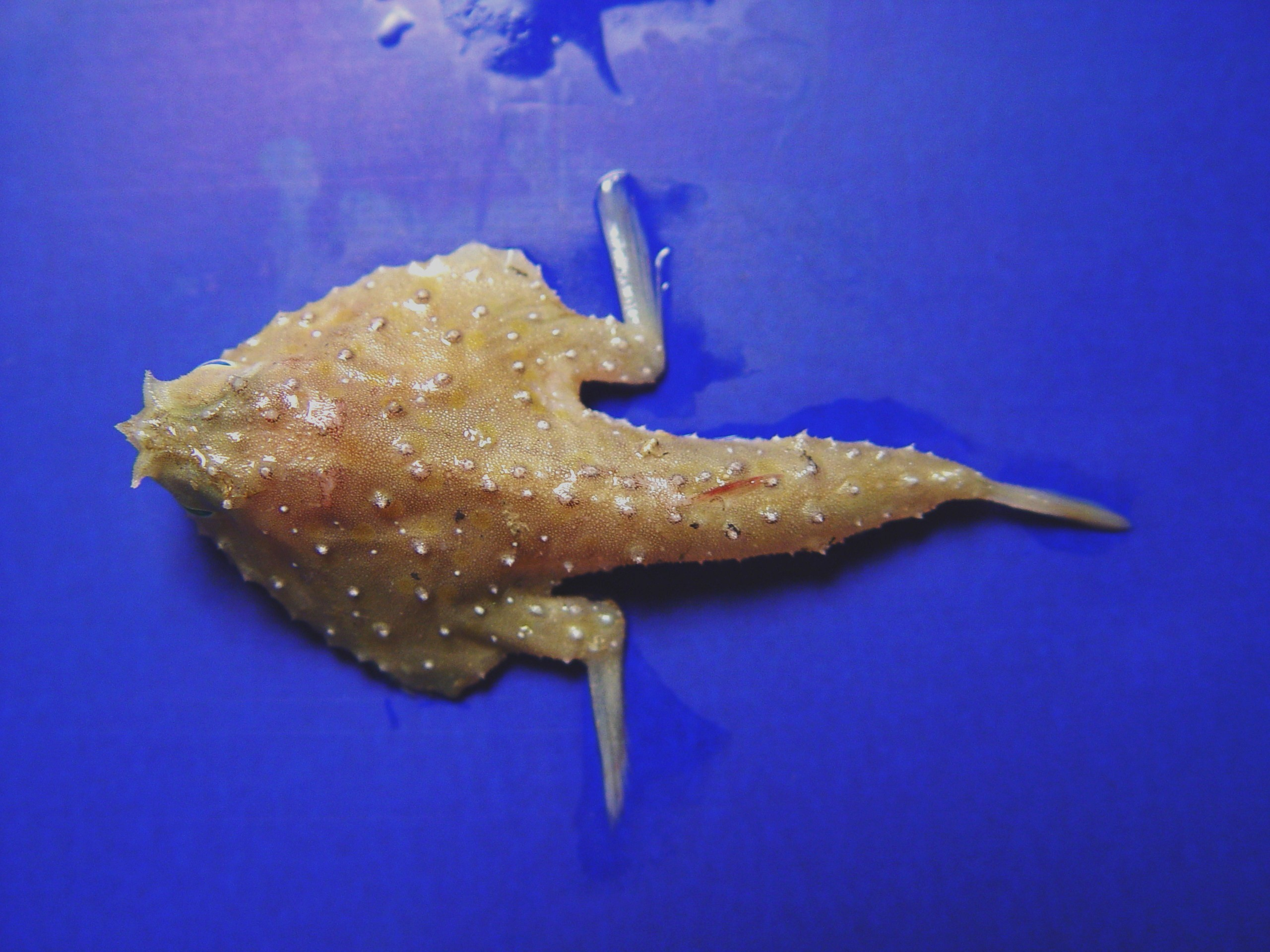
Murciélago tres-cuernos (Zalieutes mcgintyi).

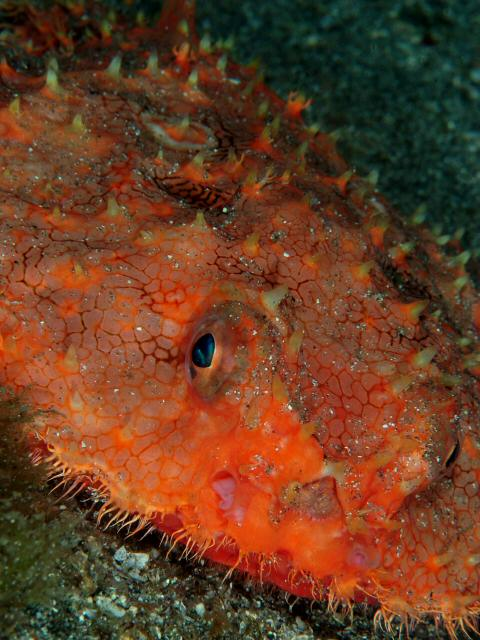
Halieutaea stellata

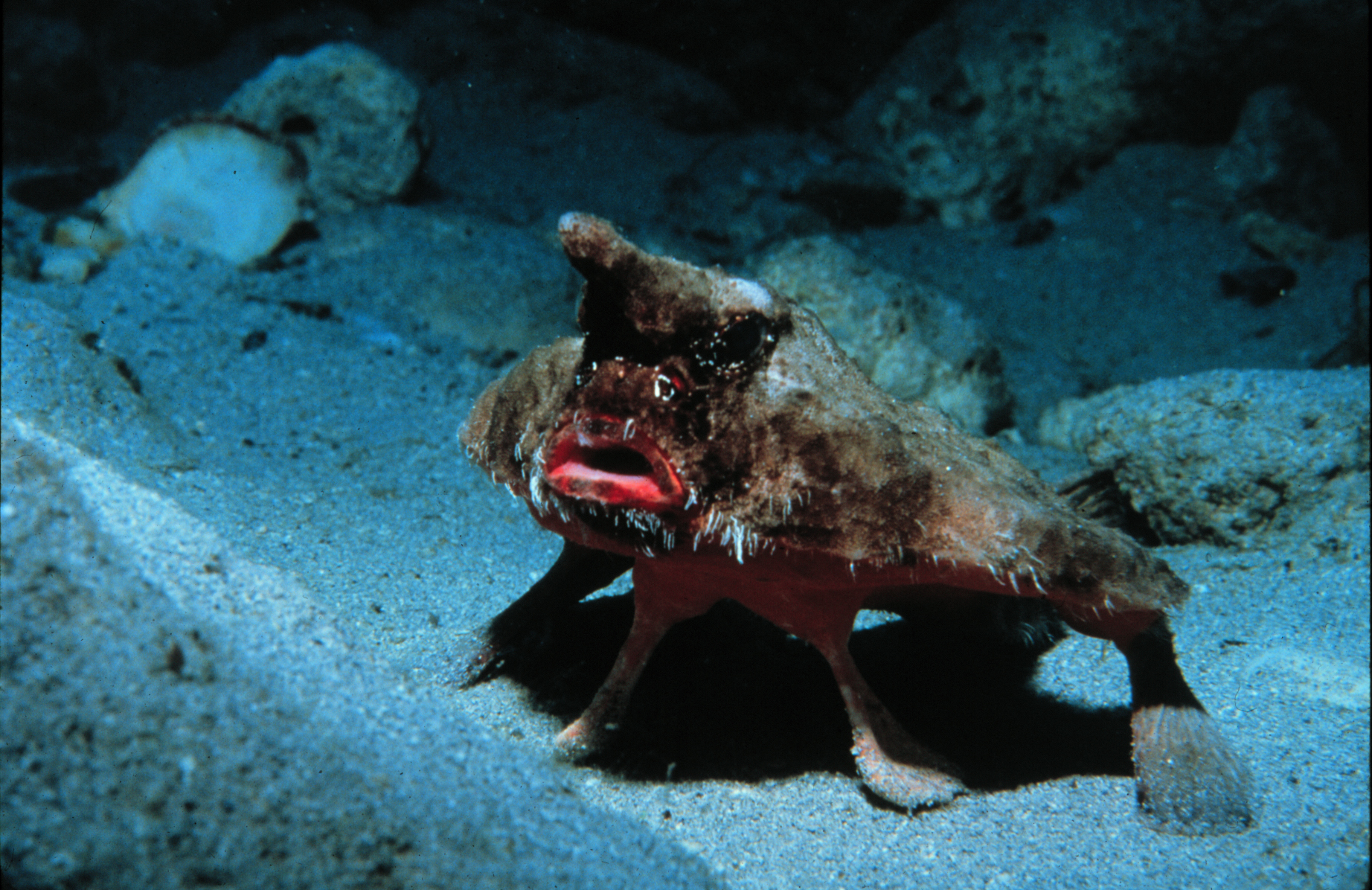
Ogcocephalus parvus "caminado" sobre sus aletas.

Los murciélagos o peces murciélago son la familia Ogcocephalidae, con amplia distribución por aguas tropicales y subtropicales de todos los océanos y mares del mundo excepto el mar Mediterráneo. Su nombre procede del griego: ogkoo (hinchar, abultar) + kephale (cabeza).

## Anatomía
La longitud máxima es de 40 cm aunque suelen medir unos 20 cm, con un cuerpo considerablemente deprimido y aplanado ventralmente; boca casi horizontal; abertura de las branquias situada en la base de la aleta pectoral, siendo el primer arco branquial reducido y sin filamentos; aleta dorsal pequeña y  de radios blandos, no siempre presente, mientras que la aleta anal es pequeña; los dientes son pequeños y cónicos, dispuestos en bandas sobre las mandíbulas.
La piel siempre tiene escamas, con formas y tamaños muy variables entre las distintas especies, en algunas las escamas tienen diminutas espinas que les dan aspecto de estar recubiertos de cabello, mientras que en otras son tan gruesas y calcificadas que le dan aspecto de estar el pez recubierto de un gran caparazón exulpido con crestas, o simplemente están recubiertos de fuertes espinas.
Son excepcionales las estructuras relacionadas con las líneas laterales, los cuales tienen normalmente el aspecto de escaleras o de la borda de un barco, perforados por las células sensoriales; las variaciones en este tipo de escamas se pueden usar para identificar especies.

## Biología
Las especies del género Coelophrys, con cabezas globosas y finas aletas pélvicas, evidentemente son bentopelágicas. El resto de peces murciélagos son fuertemente deprimidos indicando una vida bentónica pegados al fondo marino. En algunas especies la aletas pélvicas y anal son gruesas y se apoyan sobre ellas manteniendo sus cuerpos en alto e incluso caminar sobre el fondo, donde se alimentan de pequeños invertebrados y peces.
Su hábitat es el talud continental, entre los 2.000 y los 3.000 metros de profundidad, algunas especies mucho más; las especies de América suelen habitar aguas menos profundas e incluso se han descrito casos de especímenes que han remontado los ríos.

## Géneros y especies
Hay 69 especies válidas, pertenecientes a 10 géneros:
- Género Coelophrys (Brauer, 1902):
  - Coelophrys arca (Smith y Radcliffe, 1912)
  - Coelophrys bradburyae (Endo y Shinohara, 1999)
  - Coelophrys brevicaudata (Brauer, 1902)
  - Coelophrys brevipes (Smith y Radcliffe, 1912)
  - Coelophrys mollis (Smith y Radcliffe, 1912)
  - Coelophrys oblonga (Smith y Radcliffe, 1912)

- Género Dibranchus (Peters, 1876):
  - Dibranchus accinctus (Bradbury, 1999)
  - Dibranchus atlanticus (Peters, 1876) - Pez-murciélago del Atlántico.
  - Dibranchus cracens (Bradbury, McCosker y Long, 1999)
  - Dibranchus discors (Bradbury, McCosker y Long, 1999)
  - Dibranchus erinaceus (Garman, 1899)
  - Dibranchus hystrix (Garman, 1899)
  - Dibranchus japonicus (Amaoka y Toyoshima, 1981)
  - Dibranchus nasutus (Alcock, 1891)
  - Dibranchus nudivomer (Garman, 1899)
  - Dibranchus sparsus (Garman, 1899)
  - Dibranchus spinosus (Garman, 1899) - Murciélago (en Ecuador).
  - Dibranchus spongiosa (Gilbert, 1890)
  - Dibranchus tremendus (Bradbury, 1999)
  - Dibranchus velutinus (Bradbury, 1999)

- Género Halicmetus (Alcock, 1891):
  - Halicmetus reticulatus (Smith y Radcliffe, 1912)
  - Halicmetus ruber (Alcock, 1891)

- Género Halieutaea (Valenciennes, 1837):
  - Halieutaea brevicauda (Ogilby, 1910)
  - Halieutaea coccinea (Alcock, 1889)
  - Halieutaea fitzsimonsi (Gilchrist y Thompson, 1916)
  - Halieutaea fumosa (Alcock, 1894)
  - Halieutaea hancocki (Regan, 1908)
  - Halieutaea indica (Annandale y Jenkins, 1910)
  - Halieutaea nigra (Alcock, 1891)
  - Halieutaea retifera (Gilbert, 1905)
  - Halieutaea stellata (Vahl, 1797)

- Género Halieutichthys (Poey, 1863):
  - Halieutichthys aculeatus (Mitchill, 1818) - Diablito espinoso (en Cuba), Murciélago picudo (en México).
  - Halieutichthys bispinosus (Ho, Chakrabarty & Sparks, 2010)
  - Halieutichthys intermedius (Ho, Chakrabarty & Sparks, 2010)
- Género Halieutopsis (Garman, 1899):
  - Halieutopsis andriashevi (Bradbury, 1988)
  - Halieutopsis bathyoreos (Bradbury, 1988)
  - Halieutopsis galatea (Bradbury, 1988)
  - Halieutopsis ingerorum (Bradbury, 1988)
  - Halieutopsis margaretae (Ho & Shao, 2007)
  - Halieutopsis micropa (Alcock, 1891)
  - Halieutopsis simula (Smith y Radcliffe, 1912)
  - Halieutopsis stellifera (Smith y Radcliffe, 1912)
  - Halieutopsis tumifrons (Garman, 1899)
  - Halieutopsis vermicularis (Smith y Radcliffe, 1912)

- Género Malthopsis (Alcock, 1891):
  - Malthopsis annulifera (Tanaka, 1908)
  - Malthopsis gnoma (Bradbury, 1998)
  - Malthopsis jordani (Gilbert, 1905)
  - Malthopsis lutea (Alcock, 1891)
  - Malthopsis mitrigera (Gilbert y Cramer, 1897)
  - Malthopsis retifera (Ho, Prokófiev y Shao, 2009)
  - Malthopsis tiarella (Jordan, 1902)

- Género Ogcocephalus (Fischer, 1813):
  - Ogcocephalus corniger (Bradbury, 1980) - Pez diablo narizón (en Cuba).
  - Ogcocephalus cubifrons (Richardson, 1836) - Murciélago diablo (en México).
  - Ogcocephalus darwini (Hubbs, 1958) - Pez murciélago de labios rojos (en Ecuador).
  - Ogcocephalus declivirostris (Bradbury, 1980) - Murciélago inclinado.
  - Ogcocephalus nasutus (Cuvier, 1829) - Murciélago, Diablo, Murciélago tapacaminos (en México) o Pez diablo ñato (en Cuba).
  - Ogcocephalus notatus (Valenciennes, 1837)
  - Ogcocephalus pantostictus (Bradbury, 1980) - Murciélago manchado.
  - Ogcocephalus parvus (Longley y Hildebrand, 1940) - Murciélago tres-cuernos.
  - Ogcocephalus porrectus (Garman, 1899)
  - Ogcocephalus pumilus (Bradbury, 1980)
  - Ogcocephalus radiatus (Mitchill, 1818)
  - Ogcocephalus rostellum (Bradbury, 1980)
  - Ogcocephalus vespertilio (Linnaeus, 1758) - Pez murciélago (en Uruguay) o Pez diablo narizón (en Cuba).

- Género Solocisquama (Bradbury, 1999):
  - Solocisquama carinata (Bradbury, 1999)
  - Solocisquama erythrina (Gilbert, 1905)
  - Solocisquama stellulata (Gilbert, 1905)

- Género Zalieutes (Jordan y Evermann, 1896):
  - Zalieutes elater (Jordan y Gilbert, 1882) - Murciélago biocelado o Pez murciélago de dos ocelos.
  - Zalieutes mcgintyi (Fowler, 1952) - Murciélago tres-cuernos (en México).